# Список пам'яток Києво-Печерської лаври
В статті наведений перелік пам'яток історії та культури в складі Києво-Печерської лаври згідно з третьою частиною книги «Київ» Зводу пам'яток історії та культури України.
Умовні позначення типу пам'ятки:
- а — археологічна
- А — архітектурна
- і — історична
- М — монументального мистецтва
- мб — містобудівна

| Номер     | Пам'ятка                                                                    | Тип пам'ятки | Дата будівництва                        | Пам'ятка історії, де … | Корпус           |
| --------- | --------------------------------------------------------------------------- | ------------ | --------------------------------------- | --- | ---------------- |
| 1         | Верхня територія Лаври                                                      | а, А, і, мб  | XI—XX ст.                               | |                  |
| 1.1       | Собор Успіння Пресвятої Богородиці                                          | А, і, М      | XI—XX ст.                               | | № 80             |
| 1.2       | Велика лаврська дзвіниця                                                    | А, і, М      | 1731—1745                               | | № 81             |
| 1.3       | Аптека та новокрилошанський корпус                                          | А, і         | 1902—1903                               | містилися Музей українських діячів науки та мистецтва, Український театральний музей, де працювали відомі діячі науки і культури                                                                                                  | № 24             |
| 1.4       | Бібліотека митрополита Флавіана                                             | А, і         | 1902—1903, 1908—1909                    | містилася Реставраційна майстерня Всеукраїнського музейного містечка, де працювали Касперович М. І., Кржемінський К. І. | № 5              |
| 1.5       | Брама в'їзна (північна) до господарського двору                             | А            | 1884                                    | | № 89-а           |
| 1.6       | Брама нижня (Печерна, або південна)                                         | А            | 1792—95                                 | | № 79             |
| 1.7       | Брама східна                                                                | А            | 1898                                    | | № 94-а           |
| 1.8       | Будинок іконописних школи й майстерні та ключні                             | А, і         | 1880—1883                               | містився Музей архітектури Лаврського музею культів та побуту, працювали і проживали відомі діячі культури | № 30             |
| 1.9       | Будинок митрополита                                                         | А, і         | 1727—1867                               | проживали відомі церковні та державні діячі, містились управління Лаврського музею культів та побуту і Всеукраїнського музейного містечка, відділ станкового малярства музею, працювали і проживали відомі діячі науки і культури | № 2              |
| 1.10      | Будинок намісника Києво-Печерської лаври                                    | А, і         | XVII—XIX ст.                            | проживали відомі церковні діячі, містилися Лаврська іконописна школа, відділ письма й друку Лаврського музею культів та побуту, працювали і проживали відомі діячі науки та культури                                              | № 1              |
| 1.10.1    | Фонтан                                                                      | А            | 1908                                    | |                  |
| 1.11      | Будинок півчих митрополичого хору                                           | А, і         | 1902—03                                 | працювали Іадор (Ткаченко), Феогност (Ніколаєнко), містився Музей України (Збірка Потоцького П. П.) | № 6              |
| 1.12      | Будинок позолотної, фотографії, іконописної (живописної) школи та майстерні | А, і         | 1871—74                                 | навчався Їжакевич І. С., проживав Власій (Бичко) | № 31             |
| 1.13      | Готель                                                                      | А, і         | 1906—08                                 | містилося Київське республіканське художньо-промислове училище, де працювали відомі діячі культури | № 19             |
| 1.14      | Друкарня                                                                    | А, і         | XVIII—XIX ст.                           | |                  |
| 1.14.1    | Фонтан                                                                      | А            | Кін. XIX — XXI ст.                      | |                  |
| 1.15      | Економічний корпус                                                          | А, і         | XVIII—XIX ст.                           | містилася Реставраційна майстерня Лаврського музею культів та побуту, де працював Касперович М. І., проживали В'ячеслав (Шкурко), Івченко В. Г., Мовчанівський Т. М.                                                              | № 7              |
| 1.16      | Келії                                                                       | А            | XVIII ст.                               | | № 21, 21-а       |
| 1.17      | Келії крилошан                                                              | А, і         | 1720—1721                               | проживав Флавіан (Приходько) | № 3              |
| 1.18      | Келії «майстрові» (старокрилошанський корпус)                               | А, і         | 1727—1780, 1848                         | містилася малярня, де навчалися і працювали відомі митці | № 20             |
| 1.19      | Келії полатного та шафаря (будинок келаря)                                  | А            | 1759—1761                               | | № 13             |
| 1.20      | Келії соборних старців                                                      | А, і         | XVI—XVIII ст.                           | відбувалися засідання Духовного собору Лаври, проживали і працювали відомі церковні та культурні діячі, містився відділ нумізматики Лаврського музею культів та побуту                                                            | № 4              |
| 1.21      | Ківорій водосвятний                                                         | А            | 1897                                    | | № 95             |
| 1.22      | Крамниця іконна                                                             | А            | 1902—1903                               | | № 35             |
| 1.23      | Крамниця книжкова                                                           | А, і         | 1811—1812                               | проживав Пафнутій (Львов) | № 28             |
| 1.24      | Кухня Трапезної палати                                                      | А            | Кін. XVII — XIX ст.                     | | № 85             |
| 1.25      | Лазня братська                                                              | А            | 1887—1888                               | | № 34             |
| 1.26      | Лікарня братська                                                            | А, і         | 1841—1842, 1859—1861                    | де містився відділ нумізматики Лаврського музею культів та побуту, в якому працювали Ляскоронський В. Г., Шугаєвський В. А. | № 26             |
| 1.27      | Льодовня                                                                    | А            | 1893                                    | | № 11-б           |
| 1.28      | Майстерня покрівельна (бляшана)                                             | А            | Серед. XIX ст.                          | | № 16             |
| 1.29      | Майстерня столярна                                                          | А            | 1904                                    | | № 23             |
| 1.30      | Майстерня столярна друкарська                                               | А            | Кін. XVIII — XIX ст.                    | | № 100            |
| 1.31      | Мур з брамою біля Великої лаврської дзвіниці                                | А            | XVIII — поч. XIX ст.                    | | № 81-а           |
| 1.32      | Мур оборонний                                                               | а            | XII—XIII ст.                            | |                  |
| 1.33      | Мури оборонні верхньої території Лаври                                      | А            | 1698—1701, XIX ст.                      | | № 92             |
| 1.33.1    | Вежа Іоанна Кущника                                                         | А            | 1696—1701                               | | № 88             |
| 1.33.2    | Вежа Онуфріївська (Палатна)                                                 | А            | 1701                                    | | № 83             |
| 1.33.3    | Вежа Південна (Годинникова)                                                 | А            | 1698—1701                               | | № 89             |
| 1.33.4    | Вежа Північна («Малярна»)                                                   | А            | 1838—41                                 | | № 17             |
| 1.34      | Мур підпірний тераси з оглядовим майданчиком                                | А            | XVIII ст.                               | | № 30-а           |
| 1.35      | Набиральня та коректорська                                                  | А            | 1897—1898                               | | № 14             |
| 1.36      | Надгробки Долгорукова Д. І. та Долгорукової Н. Б.                           | М            | 1774                                    | |                  |
| 1.37      | Надгробок Іпсіланті К. О.                                                   | М            | 1818, 1997                              | |                  |
| 1.38      | Оранжерея                                                                   | А            | 1914, 1950-і рр.                        | | № 87             |
| 1.39      | Палітурня                                                                   | А            | 1903—1904                               | | № 15             |
| 1.40      | Пекарня, келія, книжкова крамниця (Ковнірівський корпус)                    | А            | XVII—XVIII ст.                          | | № 12             |
| 1.40.1    | Фонтан                                                                      | А            | Кін. XIX— поч. XX ст.                   | |                  |
| 1.41      | Підземні споруди верхньої території Лаври                                   | а, А         | XI—XVIII ст.                            | |                  |
| 1.42      | Поховання Іскри І. І. та Кочубея В. Л.                                      | і            | 1708                                    | |                  |
| 1.43      | Поховання Столипіна П. А.                                                   | і            | 1911                                    | |                  |
| 1.44      | Поховання Щербаківського Д. М.                                              | і            | 1927                                    | |                  |
| 1.45      | Проскурня нова                                                              | А            | 1913                                    | | № 11             |
| 1.46      | Словолитня з брамою                                                         | А, і         | Словолитня: XVIII—XIX ст. Брама: 1865   | | № 10             |
| 1.47      | Трапезна палата з церквою в ім'я преподобних Антонія та Феодосія Печерських | А, і, М      | 1893—1995, 1902—1910                    | проживали Варфоломей (Іванов), Володимир (Кобець), Феодосій (Михайловський) | № 29             |
| 1.48      | Флігель                                                                     | А            | XVIII ст.                               | | № 22             |
| 1.49      | Фундамент сонячного годинника                                               | а            | XVIII ст.                               | |                  |
| 1.50      | Хлібня                                                                      | А            | 2-а пол. XVIII ст., 1914                | | № 8              |
| 1.51      | Церква Благовіщення Пресвятій Богородиці                                    | А, і         | 1904—1905                               | містився відділ шитва й тканини Лаврського музею культів та побуту, де працювали Новицька М. О., Рудинський М. Я. | № 86             |
| 1.52      | Церква Всіх Святих над Економічною брамою                                   | А, М         | 1696—1698, 1906                         | | № 82             |
| 1.53      | Церква св. Миколи Свято-Троїцького лікарняного монастиря                    | А, і         | Кін. XVII — XIX ст.                     | | № 25             |
| 1.54      | Церква Свято-Троїцька над Святою брамою                                     | А, М         | XII—XVIII ст.                           | | № 27             |
| 1.55      | Церква (трапезна)                                                           | а            | XII ст.                                 | |                  |
| 2         | Ближні печери                                                               | а, А, і, М   | XI—XX ст.                               | |                  |
| 2.1       | Брама в'їзна                                                                | А            | 1840-і рр.                              | | № 46-б           |
| 2.2       | Брама нижня на в'їзді до Ближніх і Дальніх печер                            | А            | 1852—1853                               | | № 71-в           |
| 2.3       | Брама північна                                                              | А            | 1908                                    | | № 93-а           |
| 2.4       | Будинок настоятеля Ближніх печер                                            | А, і         | 1790—1796, 1855                         | проживали Антоній (Абашидзе), Валерій (Устименко), Іоанн (Соколов), Парфеній (Краснопєвцев) | Корпус № 42      |
| 2.5       | Галерея від Ближніх до Дальніх печер                                        | А            | XIX ст.                                 | | № 72, 72-а, 74-а |
| 2.6       | Галерея до Ближніх печер                                                    | А            | 1829, 1901                              | | № 37, 37-а       |
| 2.7       | Галерея з входом в Антонієві (Ближні) печери та келіями                     | А, М         | XVIII—XIX ст.                           | | № 41             |
| 2.8       | Дзвіниця                                                                    | А            | 1759—1763                               | | № 38             |
| 2.9       | Каплиця над артезіанським колодязем (церква Живоносного джерела)            | А            | 1914                                    | | № 47             |
| 2.10      | Келії братські                                                              | А            | 1899                                    | | № 43             |
| 2.11      | Келії братські                                                              | А            | 1890                                    | | № 45             |
| 2.12      | Келії братські                                                              | А            | 1830-і рр                               | | № 48             |
| 2.13      | Келії братські над льохом                                                   | А            | Келії: 1-а пол. XIX ст. Льох: XVIII ст. | | № 44             |
| 2.14      | Келії (схимницький корпус)                                                  | А, і         | 1840                                    | проживали Валерій (Устименко), Нестор (Тугай) | № 46             |
| 2.15      | Крамниця іконна та книжкова                                                 | А, і         | 1870—1872                               | проживав Касперович М. І. | № 39             |
| 2.16      | Мур оборонний                                                               | А            | 1844—1845, 1866                         | | № 93             |
| 2.17      | Мур підпірний Д. де Боскета                                                 | А            | Серед. XVIII ст.                        | | № 77, 77-а, 77-б |
| 2.17.1    | Ротонда на підпірному мурі Д. де Боскета                                    | А            | 1786                                    | | № 74             |
| 2.18      | Огорожа монастирського саду                                                 | А            | 1904                                    | | № 44-а           |
| 2.19      | Пам'ятне місце влашування Антонієм Печерським колодязя на Ближніх печерах   | і            | XI ст.                                  | | № 75             |
| 2.20      | Печери Антонієві (Ближні)                                                   | а, А, і, М   | XI—XVIII ст                             | |                  |
| 2.20.1    | Келія Антонія Печерського                                                   | і            | 1062                                    | |                  |
| 2.20.2    | Пам'ятне місце поховання Антонія Печерського                                | і            | 1073                                    | |                  |
| 2.20.3    | Поховання Аліпія (Алімпія) Іконописця                                       | і            | Бл. 1114                                | |                  |
| 2.20.4    | Поховання Василія і Феодора преподобномучеників                             | і            | 1098                                    | |                  |
| 2.20.5    | Поховання Григорія чудотворця                                               | і            | 1093                                    | |                  |
| 2.20.6    | Поховання Іллі Муромця                                                      | і            | Бл. 1188                                | |                  |
| 2.20.7    | Поховання Лаврентія затвірника, єпископа Туровського                        | і            | бл. 1194                                | |                  |
| 2.20.8    | Поховання Марка Печерника, гробокопача                                      | і            | Межа XI—XII ст.                         | |                  |
| 2.20.9    | Поховання Миколи Святоші                                                    | і            | 1143                                    | |                  |
| 2.20.10   | Поховання Мойсея Угрина                                                     | і            | Бл. 1043                                | |                  |
| 2.20.11   | Поховання Нестора Літописця                                                 | і            | Бл. 1114                                | |                  |
| 2.20.12   | Поховання Никона Великого, ігумена Печерського                              | і            | 1088                                    | |                  |
| 2.20.13   | Поховання Нифонта, єпископа Новгородського                                  | і            | 1156                                    | |                  |
| 2.20.14   | Поховання Полікарпа, архімандрита Печерського                               | і            | 1182                                    | |                  |
| 2.20.15   | Поховання Симона, єпископа Владимирського                                   | і            | 1226                                    | |                  |
| 2.20.16   | Церква Введення у храм Пресвятої Богородиці                                 | А, і, М      | XI—XIX ст.                              | |                  |
| 2.20.16.1 | Поховання Агапіта Лікаря                                                    | і            | Бл. 1095                                | |                  |
| 2.20.16.2 | Поховання Єфрема, єпископа Переяславського                                  | і            | Бл. 1098                                | |                  |
| 2.20.17   | Церква преподобного Антонія Печерського                                     | А, і, М      | XVI—XIX ст.                             | |                  |
| 2.20.17.1 | Поховання Прохора Лободника (Лебідника)                                     | і            | 1107                                    | |                  |
| 2.20.18   | Церква преподобного Варлаама Печерського                                    | А, і, М      | 1691 — XIX ст.                          | |                  |
| 2.20.18.1 | Поховання Варлаама, ігумена Печерського                                     | і            | Бл. 1065                                | |                  |
| 2.21      | Поховання Антонія (Абашидзе)                                                | і            | 1942                                    | |                  |
| 2.22      | Поховання Безака О. П., Безак Л. І. та каплиця над склепом                  | А, і         | Відповідно 1869, 1875 і поч. 1870-х рр. | | № 78             |
| 2.23      | Поховання Енгельгардт А. Б.                                                 | і            | 1835                                    | |                  |
| 2.24      | Поховання Гімнасія (Новицького)                                             | і            | 1848                                    | |                  |
| 2.25      | Поховання Кудашева С. Д., Кудашевої К. С. і надгробок                       | і, М         | відповідно 1862, 1847 і 1862 рр.        | |                  |
| 2.26      | Поховання Мелетія (Носкова)                                                 | і            | 1851                                    | |                  |
| 2.27      | Поховання Павлина (Сороки)                                                  | і            | 1805                                    | |                  |
| 2.28      | Ротонда перед в'їзною брамою на подвір'я Ближніх печер                      | А            | Поч. XIX ст.                            | | № 97             |
| 2.29      | Склеп Васильчикова І. І. та Васильчикової К. О.                             | А, і         | 1870-і рр.                              | |                  |
| 2.30      | Сторожка                                                                    | А            | 2-а пол. XIX ст.                        | | № 46-а           |
| 2.31      | Церква Здвиження Чесного Хреста Господнього                                 | А, і, М      | 1700—1704, 1839                         | поховані Герцик П. С., митрополити Київські і Галицькі | № 36             |
| 2.31.1    | Надгробок Філарета (Амфітеатрова)                                           | М            | 1857                                    | |                  |
| 2.31.2    | Поховання Арсенія (Москвіна)                                                | і, М         | 1876                                    | |                  |
| 2.31.3    | Поховання Герцика П. С., надгробок                                          | і, М         | 1700, бл. 1837                          | |                  |
| 2.31.4    | Поховання Іоанникія (Руднєва)                                               | і, М         | 1900                                    | |                  |
| 2.31.5    | Поховання Феогноста (Лебедєва)                                              | і, М         | 1903                                    | |                  |
| 2.31.6    | Поховання Філофея (Успенського)                                             | і, М         | 1882                                    | |                  |
| 2.31.7    | Поховання Флавіана (Городецького)                                           | і, М         | 1915                                    | |                  |
| 3         | Гостиний двір                                                               | А, і         | XIX—XX ст.                              | |                  |
| 3.1       | Братський корпус                                                            | А            | 1885                                    | | № 60             |
| 3.2       | Готель                                                                      | А            | 1880-і рр.                              | | № 63             |
| 3.3       | Готель для заможних прочан                                                  | А            | 1851                                    | | № 56             |
| 3.4       | Завод свічковий                                                             | А, і         | 1830—1831, 1872—1874                    | | № 64             |
| 3.4.1     | Пам'ятник Петру (Могилі)                                                    | М            | 2007                                    | |                  |
| 3.5       | Келії                                                                       | А            | 1829—1831                               | | № 55             |
| 3.6       | Келії                                                                       | А            | 1860-і рр.                              | | № 58             |
| 3.7       | Келії та господарські приміщення                                            | А            | 1854, 2-а пол. XIX—XX ст.               | | № 57             |
| 3.8       | Келії та кухня                                                              | А            | 2-а пол. XIX ст.                        | | № 69             |
| 3.9       | Контора Гостиного двору і готель                                            | А            | 1853, 1870—1873                         | | № 54             |
| 3.10      | Лікарня прочанська з церквою Всіх скорботних Радість                        | А            | XIX ст.                                 | | № 68             |
| 4         | Дальні печери                                                               | а, А, і, М   | XI—XII ст.                              | |                  |
| 4.1       | Будинок настоятеля Дальніх печер                                            | А, і         | 1812—1813                               | проживав Арсеній (Якушкін) | № 49             |
| 4.2       | Галерея з входом у Дальні печери                                            | А            | 1898                                    | | № 66             |
| 4.3       | Галерея з підпірним муром                                                   | А            | 1744                                    | | № 61             |
| 4.4       | Келії братські                                                              | А            | 1823                                    | | № 52             |
| 4.5       | Келії братські                                                              | А            | 1898—1899                               | | № 53             |
| 4.6       | Келії братські                                                              | А, і         | 1856—1857                               | проживали Євменій (Хорольський), Кронід (Сакун), Кукша (Величко), Поліхроній (Дубровський) | № 50             |
| 4.7       | Келії схимників                                                             | А            | 1824—1825, 1894—1896                    | | № 51             |
| 4.8       | Ківорій водосвятний                                                         | А            | 1897                                    | | № 96             |
| 4.9       | Надгробок Палтової В. П.                                                    | М            | 1879                                    | |                  |
| 4.10      | Пам'ятне місце влаштування Феодосієм Печерським колодязя на Дальніх печерах | і            | XI ст.                                  | | № 76             |
| 4.11      | Печери Феодосієві (Дальні)                                                  | а, А, і, М   | XI ст.                                  | |                  |
| 4.11.1    | Келія, в якій жив і був похований Феодосій Печерський                       | і            | XI ст.                                  | |                  |
| 4.11.2    | Поховання Діонісія затвірника                                               | і            | Серед. XV ст. (?)                       | |                  |
| 4.11.3    | Поховання Ігнатія, архімандрита Печерського                                 | і            | XV ст.                                  | |                  |
| 4.11.4    | Поховання Феодора, князя Острозького                                        | і            | XIV—XV ст.                              | |                  |
| 4.11.5    | Церква Благовіщення Пресвятій Богородиці                                    | А, і         | XI—XX ст.                               | |                  |
| 4.11.5.1  | Поховання Володимира (Богоявленського)                                      | і            | 1918, 1992                              | |                  |
| 4.11.5.2  | Поховання Павла (Конюскевича)                                               | і            | 1770                                    | |                  |
| 4.11.5.3  | Поховання Феофіла                                                           | і            | Бл. 1482                                | |                  |
| 4.11.6    | Церква преподобного Феодосія Печерського                                    | А, і, М      | XVII—XIX ст.                            | |                  |
| 4.11.6.1  | Поховання Філарета (Амфітеатрова)                                           | і            | 1857, 1994                              | |                  |
| 4.11.7    | Церква Різдва Христового                                                    | А, М         | XI—XIX ст.                              | |                  |
| 4.12      | Поховання Аксакової С. С.                                                   | і            | 1885                                    | |                  |
| 4.13      | Поховання Амвросія (Булгакова)                                              | і            | 1920                                    | |                  |
| 4.14      | Поховання Антонія (Петрушевського)                                          | і            | 1912                                    | |                  |
| 4.15      | Поховання Берникова П. С.                                                   | і            | 1845                                    | |                  |
| 4.16      | Поховання Бутовича В. І.                                                    | і            | 1871                                    | |                  |
| 4.17      | Поховання Варлаама (Ліницького)                                             | і            | 1741                                    | |                  |
| 4.18      | Поховання Вассіана (Балановича)                                             | і            | 1827                                    | |                  |
| 4.19      | Поховання Голубцова П. І. та Голубцової К. Д.                               | і            | 1840, 1871                              | |                  |
| 4.20      | Поховання і надгробок Давида (Нащинського)                                  | і, М         | 1793                                    | |                  |
| 4.21      | Поховання Димитріана (Щербака)                                              | і            | 1921                                    | |                  |
| 4.22      | Поховання Іафєва (Новопольського)                                           | і            | 1814                                    | |                  |
| 4.23      | Поховання Ієрона (Бойчевського)                                             | і            | 1823                                    | |                  |
| 4.24      | Поховання Ілляшенка А. С., надгробок                                        | і, М         | 1885, бл. 1886                          | |                  |
| 4.25      | Поховання Іоїля (Воскобойникова)                                            | і            | 1816                                    | |                  |
| 4.26      | Поховання Іустина (Звіряки)                                                 | і            | 1790                                    | |                  |
| 4.27      | Поховання Кайсарова П. С.                                                   | і            | 1844                                    | |                  |
| 4.28      | Поховання Калліста (Стефанова)                                              | і            | 1792                                    | |                  |
| 4.29      | Поховання Красовського П. І., Красовської Д. А., надгробок                  | і, М         | відповідно 1843, 1855 та 1857 рр.       | |                  |
| 4.30      | Поховання Леонова М. С., Леонова С. С., надгробок                           | і, М         | відповідно 1878, 1899 та 1884           | |                  |
| 4.31      | Поховання Михайла                                                           | і            | 1832                                    | |                  |
| 4.32      | Поховання Мусницького Й. Й.                                                 | і            | 1866                                    | |                  |
| 4.33      | Поховання Олімпіади (Стригальової), надгробок                               | і, М         | 1828, 1830                              | |                  |
| 4.34      | Поховання Остен-Сакена фон дер Ф. В.                                        | і, М         | 1837                                    | |                  |
| 4.35      | Поховання Потапова І. І.                                                    | і, М         | 1842                                    | |                  |
| 4.36      | Поховання Путятіна Є. В., надгробок                                         | і, М         | 1883, бл. 1900                          | |                  |
| 4.37      | Поховання Тимофія                                                           | і            | 1768                                    | |                  |
| 4.38      | Поховання Турчанінова П. П.                                                 | і            | 1839                                    | |                  |
| 4.39      | Поховання Феодосія (Ааронського)                                            | і            | 1825                                    | |                  |
| 4.40      | Ризниця Дальніх печер                                                       | А            | XIX — поч. XX ст.                       | | № 73             |
| 4.41      | Церква Зачаття св. Анни                                                     | А, і, М      | 1809—1811                               | | № 67             |
| 4.41.1    | Поховання Арсенія (Якушкіна)                                                | і            | 1823                                    | |                  |
| 4.41.2    | Поховання Євгенія (Шерешилова)                                              | і            | 1897                                    | |                  |
| 4.41.3    | Поховання Іоанникія (Надеждіна)                                             | і            | 1901                                    | |                  |
| 4.41.4    | Поховання Олександра (Павловича)                                            | і            | 1874                                    | |                  |
| 4.42      | Церква Різдва Пресвятої Богородиці                                          | А            | 1696                                    | | № 59             |
| 4.42.1    | Дзвіниця церкви Різдва Пресвятої Богородиці                                 | А            | 1761                                    | | № 62             |
| 5         | Споруди за мурами монастиря                                                 | А            | XIX—XX ст.                              | |                  |
| 5.1       | Башта водонапірна                                                           | А            | 1879—1880                               | | № 113            |
| 5.2       | Брама західна зі сторожкою                                                  | А            | 1883                                    | | № 71-а, 71-б     |
| 5.3       | Келії                                                                       | А            | 1850—80-і рр.                           | | № 71             |
| 5.4       | Лікарня братська та прочанська                                              | А, і         | 1910—1912                               | містився Київський науково-дослідний інститут інфекційних хвороб, працювали відомі лікарі та вчені | № 111            |
| 5.5       | Склад книжок і паперу друкарні та книжковий магазин                         | А            | 1850—1851                               | | № 112            |